# Guaragi
Guaragi é um distrito do município brasileiro de Ponta Grossa, no Paraná. Encontra-se entre os rios Tibagi e Guaraúna, por isso vinha o nome do antigo distrito de Entre Rios, que hoje é Guaragi.
De acordo com o Instituto Brasileiro de Geografia e Estatística (IBGE), sua população no ano de 2010 era de 2 936 habitantes.
1. ↑  Instituto Brasileiro de Geografia e Estatística (IBGE) (16 de novembro de 2011). «Sinopse por setores». Consultado em 23 de dezembro de 2012

Guaragi foi uma grande fazenda, denominada de Fazenda Carrapatos. Em 1773, o pequeno povoado, passou a se chamar Bela Vista. De 1890 a 1939, em decorrência de um desenvolvimento rápido e promissor, passou a Município de Entre Rios. Mas aí, veio a decadência sofrida pela crise econômica mundial pós-guerra e pela perda de parte de seu território para os Municípios de Palmeira e Teixeira Soares, área esta, que abastecia madeira para as grandes serrarias e onde encontrava-se sua maior reserva de erva-mate, que eram as maiores fontes de arrecadação de impostos do Município e de exportação. De 1939 a 1957, na condição de distrito passou a pertencer ao Município de Palmeira. Nesse período a comunidade sofreu muito pelas más condições das estradas, pela distância e descaso das autoridades. E foi através de um PLEBISCITO, PROMOVIDO PELOS PRÓPRIOS MORADORES, que desde 11/09/1957, Guaragi passou a ser distrito de Ponta Grossa, condição esta, vivida até os dias de hoje.

## Ligaçõesexternas
- «Prefeitura Municipal de Ponta Grossa»